# 高雄市高級中等學校列表
高雄市中等學校列表表列高雄市境內所有高級中等學校，行政區依郵遞區號排列，
學校依筆劃排列。

## 800新興區
| # | 學校名稱                     | 學校地址      | 網址                                              | 備註     |
| 1 | 高雄市立高雄高級商業職業學校 | 五福二路3號   | http://www.ksvcs.kh.edu.tw （页面存档备份，存于） | 綜合高中 |
| 2 | 高雄市立新興高級中學         | 五福二路218號 | http://www.hhhs.kh.edu.tw （页面存档备份，存于）  | 完全中學 |

## 801前金區
| # | 學校名稱                 | 學校地址      | 網址                                             | 備註 |
| 1 | 高雄市立高雄女子高級中學 | 五福三路122號 | http://www.kghs.kh.edu.tw （页面存档备份，存于） | 女校 |

## 802苓雅區
| # | 學校名稱                       | 學校地址      | 網址                                                 | 備註               |
| 1 | 高雄市私立三信家事商業職業學校 | 三多一路186號 | http://www.sanhsin.edu.tw （页面存档备份，存于）     | 綜合高中           |
| 2 | 高雄市立中正高級中學           | 中正一路8號   | http://www.cchs.kh.edu.tw （页面存档备份，存于）     | 完全中學           |
| 3 | 國立高雄師範大學附屬高級中學   | 凱旋二路89號  | https://www.nknush.kh.edu.tw/ （页面存档备份，存于） | 完全中學           |
| 4 | 高雄市私立復華高級中學         | 民權一路42號  | http://www.fhhs.kh.edu.tw （页面存档备份，存于）     | 綜合高中、完全中學 |
| 5 | 高雄市私立道明高級中學         | 建國一路354號 | http://www.dmhs.kh.edu.tw （页面存档备份，存于）     | 完全中學           |

## 804鼓山區
| # | 學校名稱               | 學校地址     | 網址                                               | 備註               |
| 1 | 高雄市私立大榮高級中學 | 大榮街1號    | http://www.dystcs.kh.edu.tw （页面存档备份，存于） | 綜合高中、完全中學 |
| 2 | 高雄市私立中華藝術學校 | 美術館路89號 | http://www.charts.kh.edu.tw （页面存档备份，存于） | 完全中學           |
| 3 | 高雄市私立明誠高級中學 | 中華一路97號 | http://www.mcsh.kh.edu.tw （页面存档备份，存于）   | 完全中學           |
| 4 | 高雄市立鼓山高級中學   | 明德路2號    | http://www.kusjh.kh.edu.tw （页面存档备份，存于）  | 完全中學           |

## 806前鎮區
| # | 學校名稱                     | 學校地址     | 網址                                             | 備註     |
| 1 | 高雄市立中正高級工業職業學校 | 光華二路80號 | http://www.ccvs.kh.edu.tw （页面存档备份，存于） | 綜合高中 |
| 2 | 高雄市立前鎮高級中學         | 鎮中路132號  | http://www.cjhs.kh.edu.tw （页面存档备份，存于） |          |
| 3 | 高雄市立瑞祥高級中學         | 班超路63號   | http://www.rssh.kh.edu.tw （页面存档备份，存于） | 完全中學 |

## 807三民區
| # | 學校名稱                       | 學校地址     | 網址                                              | 備註               |
| 1 | 高雄市立三民高級中學           | 金鼎路81號   | http://www.smhs.kh.edu.tw （页面存档备份，存于）  |                    |
| 2 | 高雄市私立立志高級中學         | 立志街42號   | http://www.lcvs.kh.edu.tw （页面存档备份，存于）  | 綜合高中、完全中學 |
| 3 | 高雄市立高雄高級中學           | 建國三路50號 | http://www.kshs.kh.edu.tw （页面存档备份，存于）  |                    |
| 4 | 高雄市立高雄高級工業職業學校   | 建工路419號  | http://www.ksvs.kh.edu.tw （页面存档备份，存于）  | 綜合高中           |
| 5 | 高雄市私立樹德家事商業職業學校 | 建興路116號  | http://www.shute.kh.edu.tw （页面存档备份，存于） | 綜合高中           |

## 811楠梓區
| # | 學校名稱                     | 學校地址    | 網址                                              | 備註     |
| 1 | 高雄市立中山高級中學         | 藍昌路416號 | http://www.cshs.kh.edu.tw （页面存档备份，存于）  |          |
| 2 | 國立中山大學附屬國光高級中學 | 後昌路512號 | https://kksh.nsysu.edu.tw/ （页面存档备份，存于） | 完全中學 |
| 3 | 高雄市立楠梓高級中學         | 清豐路19號  | http://www.nths.kh.edu.tw （页面存档备份，存于）  | 綜合高中 |

## 812小港區
| # | 學校名稱                         | 學校地址    | 網址                                                 | 備註     |
| 1 | 高雄市立小港高級中學             | 學府路117號 | http://www.hkhs.kh.edu.tw （页面存档备份，存于）     |          |
| 2 | 國立高雄餐旅大學附屬餐旅高級中學 | 松和路40號  | http://nkhhs.kmhjh.kh.edu.tw/ （页面存档备份，存于） | 技術高中 |

## 813左營區
| # | 學校名稱                         | 學校地址     | 網址                                               | 備註     |  |
| 1 | 高雄市立三民高級家事商業職業學校 | 裕誠路1102號 | http://www.smvhs.kh.edu.tw/ （页面存档备份，存于） | 綜合高中 |  |
| 2 | 高雄市立左營高級中學             | 海功路55號   | http://www.tyhs.kh.edu.tw （页面存档备份，存于）   |          |  |
| 3 | 高雄市立海青高級工商職業學校     | 左營大路1號  | http://www.hcvs.kh.edu.tw （页面存档备份，存于）   | 綜合高中 |  |
| 4 | 高雄市立新莊高級中學             | 文慈路99號   | http://www.hchs.kh.edu.tw （页面存档备份，存于）   |          |  |
| 3 | 高雄市私立高雄美國學校           | 翠華路889號  | https://www.kas.tw/ （页面存档备份，存于）         | 美國學校 |  |

## 814仁武區
| # | 學校名稱             | 學校地址   | 網址                                              | 備註     |
| 1 | 高雄市立仁武高級中學 | 仁林路20號 | https://www.rwm.kh.edu.tw/ （页面存档备份，存于） | 完全中學 |

## 820岡山區
| # | 學校名稱                 | 學校地址    | 網址                                               | 備註 |
| 1 | 國立岡山高級中學         | 公園路52號  | http://www.kssh.khc.edu.tw/ （页面存档备份，存于） |      |
| 2 | 國立岡山高級農工職業學校 | 岡山路533號 | http://www.ksvs.khc.edu.tw/ （页面存档备份，存于） |      |

## 821路竹區
| # | 學校名稱             | 學校地址    | 網址                                                                  | 備註     |
| 1 | 高雄市立路竹高級中學 | 中華路292號 | https://www.lchs.kh.edu.tw/index.php?WebID=312 （页面存档备份，存于） | 完全中學 |

## 825橋頭區
| # | 學校名稱                       | 學校地址  | 網址                                              | 備註     |
| 1 | 高雄市私立高苑高級工商職業學校 | 芋寮路1號 | http://www.kyvs.ks.edu.tw/ （页面存档备份，存于） | 綜合高中 |
| 2 | 國立高科實驗高級中等學校       |           |                                                   | 完全中學 |

## 830鳳山區
| # | 學校名稱                 | 學校地址        | 網址                                                                     | 備註     |
| 1 | 中正國防幹部預備學校     | 凱旋路1號       | https://web.archive.org/web/20140228094925/http://www.ccafps.khc.edu.tw/ | 軍事院校 |
| 2 | 高雄市私立正義高級中學   | 南江街183號     | http://www.cysh.khc.edu.tw/ （页面存档备份，存于）                       | 完全中學 |
| 3 | 國立鳳山高級中學         | 光復路二段130號 | http://www.fssh.khc.edu.tw/ （页面存档备份，存于）                       |          |
| 4 | 國立鳳山高級商工職業學校 | 文衡路51號      | http://www.fsvs.ks.edu.tw/ （页面存档备份，存于）                        | 國立     |
| 5 | 國立鳳新高級中學         | 新富路257號     | http://www.fhsh.khc.edu.tw/ （页面存档备份，存于）                       |          |
| 6 | 高雄市立福誠高級中學     | 五甲三路176號   | https://www.ftm.kh.edu.tw/index.php?WebID=76 （页面存档备份，存于）      | 完全中學 |

## 831大寮區
| # | 學校名稱                       | 學校地址         | 網址                                                            | 備註     |
| 1 | 高雄市私立中山高級工商職業學校 | 正氣路79號       | http://www.csic.khc.edu.tw/www/index.asp （页面存档备份，存于） | 綜合高中 |
| 2 | 高雄市私立高英高級工商職業學校 | 鳳林三路19巷44號 | http://www.kyicvs.khc.edu.tw/main.php （页面存档备份，存于）    |          |
| 3 | 高雄市私立新光高級中學         | 鳳屏一路217號    | http://www.lysh.khc.edu.tw/school/%5B%5D （页面存档备份，存于） | 私立     |

## 832林園區
| # | 學校名稱             | 學校地址      | 網址                                                                | 備註     |
| 1 | 高雄市立林園高級中學 | 林園北路481號 | https://www.ly.kh.edu.tw/index.php?WebID=336 （页面存档备份，存于） | 完全中學 |

## 833鳥松區
| # | 學校名稱             | 學校地址   | 網址                                                          | 備註     |
| 1 | 高雄市立文山高級中學 | 大埤路31號 | https://www.wsm.kh.edu.tw/bin/home.php （页面存档备份，存于） | 完全中學 |

## 840大樹區
| # | 學校名稱                   | 學校地址       | 網址                                                        | 備註     |
| 1 | 高雄市私立普門高級中學     | 大坑路140-11號 | http://www.pmsh.khc.edu.tw/index.php （页面存档备份，存于） | 完全中學 |
| 2 | 高雄市私立義大國際高級中學 | 學城路一段6號  | https://www.iis.kh.edu.tw/tw/ （页面存档备份，存于）        | 完全中學 |

## 842旗山區
| # | 學校名稱                 | 學校地址        | 網址                                               | 備註     |
| 1 | 國立旗山高級農工職業學校 | 旗甲路一段195號 | http://www.csvs.khc.edu.tw （页面存档备份，存于）  |          |
| 2 | 國立旗美高級中學         | 樹人路21號      | http://www.cmsh.khc.edu.tw/ （页面存档备份，存于） | 綜合高中 |

## 844六龜區
| # | 學校名稱             | 學校地址    | 網址                                                          | 備註     |
| 1 | 高雄市立六龜高級中學 | 光復路212號 | https://www.lgm.kh.edu.tw/lgm/main.php （页面存档备份，存于） | 完全中學 |

## 852茄萣區
| # | 學校名稱                           | 學校地址       | 網址                                              | 備註     |
| 1 | 高雄市私立華德高級工業家事職業學校 | 濱海路四段66號 | http://www.hdvs.kh.edu.tw/ （页面存档备份，存于） | 綜合高中 |